# Бухарский рубль

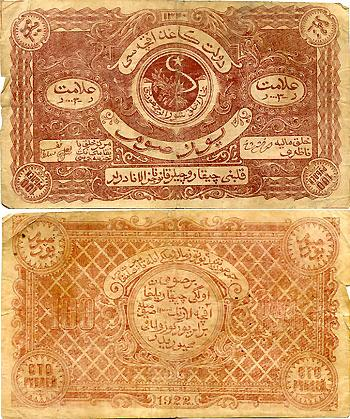
100 рублей БНСР

Бухарский рубль — денежная единица Бухарской Советской Республики в 1920—1923 годах.
Бухарский Эмират в 1918—1919 годах выпустил в обращение банкноты на толстой пергаментной бумаге номиналом в 50, 100, 200, 1000, 5000, 10 000 и 20 000 таньга.
Бухарская Советская Республика произвела три выпуска своих банкнот:
- 1 выпуск 1918—1919 годов на толстой пергаментной бумаге номиналом в 100, 200, 300, 500, 1000, 2000, 5000, 10 000 и 20 000 таньга;
- 2 выпуск 1920—1921 годов на тонкой пергаментной бумаге номиналом в 50, 100, 250, 1000, 3000, 5000, 10 000 и 20 000 рублей (в гербе две скрещивающихся лопаты);
- 3 выпуск 1922 года на плотной обыкновенной цветной бумаге номиналом в 1, 5, 10, 25, 50, 100, 250, 1000, 2500, 5000, 10 000 и 20 000 рублей (советский герб — цветок хлопка и серп, полумесяц со звездой).